# Rubus orthostachys
Rubus orthostachys är en rosväxtart som beskrevs av Gottlieb Braun. Rubus orthostachys ingår i släktet rubusar, och familjen rosväxter. Inga underarter finns listade i Catalogue of Life.